# ТЕС Алон-Тавор
ТЕС Алон-Тавор — теплова електростанція на півночі Ізраїлю у східній частині долини Ізреєль, менш ніж за десяток кілометрів від Афули. Частково використовує технологію комбінованого парогазового циклу.
У 1990 році на майданчику станції ввели в експлуатацію дві газові турбіни потужністю по 110 МВт.
В 2004-му стала до ладу ще одна газова турбіна потужністю 240 МВт. У 2008-му її доповнили котлом-утилізатором та однією паровою турбіною, створивши таким чином парогазовий блок потужністю 373 МВт.
Як паливо станція спершу використовувала нафту, проте на початку 2010-х перейшла на природний газ, котрий подається через Північний газопровід. У 2020-му уклали довгостроковий контракт на поставки ресурсу з офшорного родовища Каріш.
Для станції обрали схему «сухого» (повітряного) охолодження.
ТЕС спорудила державна Israel Electric Corporation, яка в 2018-му продала її компанії MRC. Власниками останньої є китайська China Harbor Engineering Company (34,5 %) та місцеві Mivtach Shamir Holdings і Rapac Energy.